# Taylor Swift
Taylor Alison Swift (West Reading, Pennsylvania, 1989. december 13. –) tizennégyszeres Grammy-díjas amerikai énekesnő-dalszerző. Műfajokon átívelő diszkográfiája, dalszerzői, előadói és üzleti tevékenysége nagyban befolyásolta a zeneipart és a populáris kultúrát, életéről pedig a média széleskörűen beszámol.
Swift 14 évesen kezdett el hivatásszerűen dalokat írni, és 2005-ben szerződött a Big Machine Recordshoz, hogy countryzenész lehessen. A Big Machine alatt hat stúdióalbumot adott ki, ebből négyet a country rádiók számára, kezdve az önmagáról elnevezett albumával (2006). Következő lemeze, a Fearless (2008) a country-pop stílust járta körül, és a Love Story, illetve a You Belong with Me című kislemezek a mainstream hírnév felé juttatták. A Speak Now (2010) rockos hatásokat tartalmazott, a Red (2012) pedig elektronikus elemekkel kísérletezett, amelyről megjelent Swift első Billboard Hot 100-as listavezető dala, a We Are Never Ever Getting Back Together. Az 1989 (2014) című szinti-pop albummal – amelynek a Shake It Off, a Blank Space és a Bad Blood című dalaival a toplisták élére került – lemondott a country imázsáról. A média figyelme inspirálta a következő albumát, a hiphop stílusú Reputationt (2017) és annak listavezető kislemezét, a Look What You Made Me Do-t.
Miután 2018-ban új lemezszerződést kötött a Republic Recordsszal, Swift kiadta hetedik albumát, a Lover-t (2019) és önéletrajzi dokumentumfilmjét, a Miss Americana-t (2020). A 2020-as Folklore és Evermore albumokon az indie folk stílusokat, a Midnights (2022) és a The Tortured Poets Department (2024) albumokon a pop műfajok visszafogottabb változatát fedezte fel, ezenfelül a Big Machine kiadóval való vitája után négy korábbi albumát újra felvette Taylor’s Version alcímmel. Ezen albumokról kerültek ki a Cruel Summer, a Cardigan, a Willow, az Anti-Hero, a Fortnight, az All Too Well és az Is It Over Now? című listavezető dalok. A The Eras Tour (2023–2024) és a hozzá kapcsolódó koncertfilm minden idők legnagyobb bevételt hozó turnéja és koncertfilmje lett.
Több mint 200 millió eladott lemezzel Swift minden idők egyik legsikeresebb zenésze. Ő a Spotify legtöbbet streamelt előadója, a legtöbb bevételt termelő női turnézó előadó, és az első milliárdos, akinek a zene a fő bevételi forrása. Hét albuma nyitott több mint egymilliós eladással a megjelenést követő héten. Swift rendszeresen bekerül a Billboard év végi sikerlistáiba, illetve a Forbes legbefolyásosabb és legnagyobb bevételt elérő embereit rangsoroló listáiba. 2023-ban a Time magazin „Az év emberének” választotta, a Rolling Stone magazin pedig minden idők 100 legjobb dalszerzője közé sorolta. Elismerései között szerepel 14 Grammy-díj, köztük négy Az év albuma kategóriából, egy Primetime Emmy-díj, 40 American Music Awards-díj, 40 Billboard Music Awards-díj és 23 MTV Video Music Awards-díj. Swift a művészek jogainak és a nők szerepvállalásának aktív szószólója.

## Élete és pályafutása

### Gyermekkora

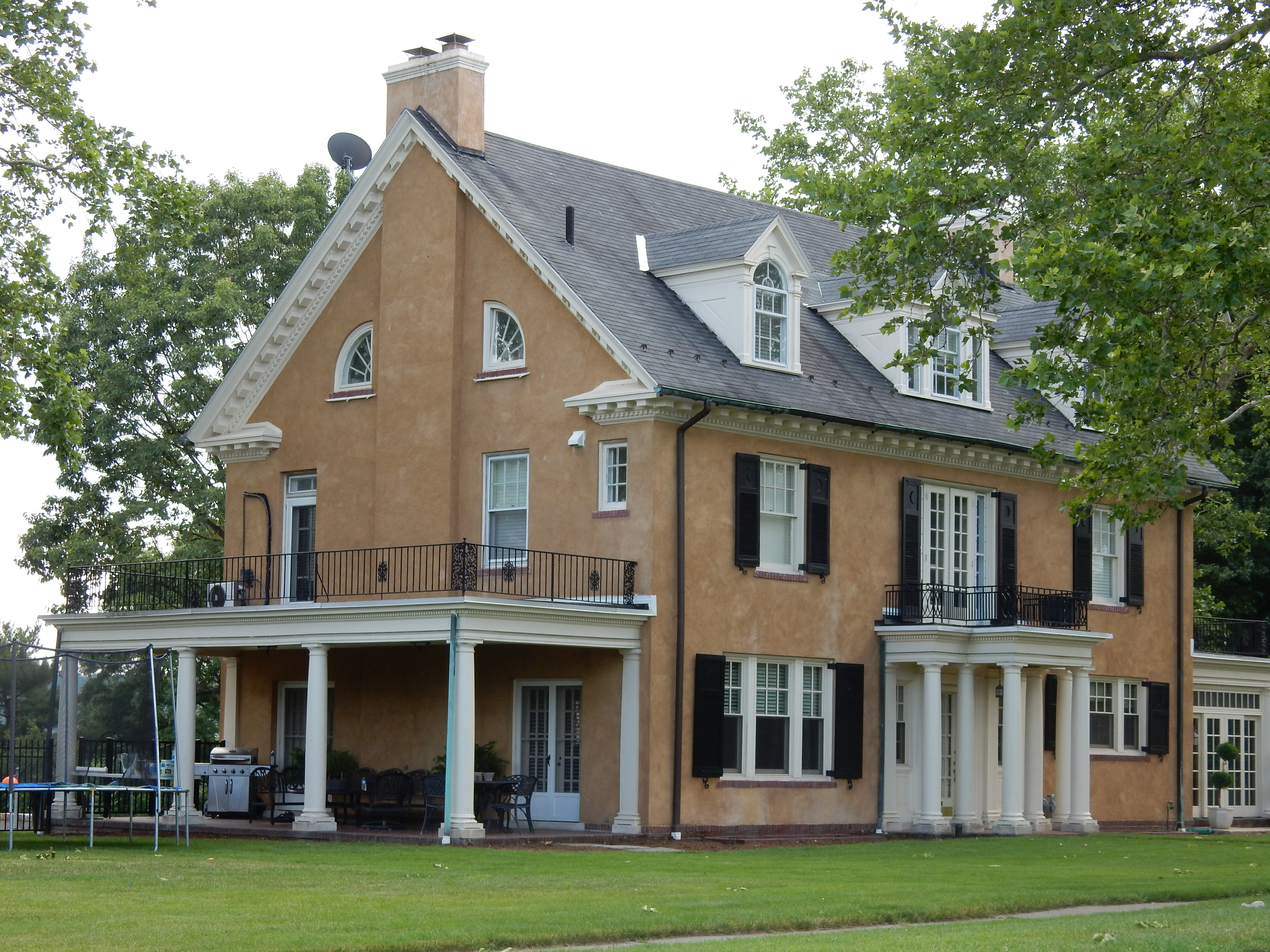
Swift gyerekkori otthona Wyomissingben, Pennsylvania államban

Édesapja, Scott Kingsley Swift, a Merrill Lynch egykori brókere, édesanyja, Andrea Gardner Swift (született Finlay) pedig egykori háztartásbeli, aki korábban befektetési alapok marketingvezetőjeként dolgozott. Öccse, Austin színész. Nevét James Taylor énekes-dalszerző után kapta, és skót, német valamint olasz felmenőkkel rendelkezik. Anyai nagyanyja, Marjorie Finlay operaénekesnő volt. Swift sok időt töltött apja fenyőfa farmján, amelyet egyik ügyfelétől vásárolt meg. Swift kereszténynek vallja magát. A Bernadine ferences nővérek által vezetett Alvernia Montessori Schoolba járt óvodába és iskolába, mielőtt átkerült a The Wyndcroft Schoolba. A család egy bérelt házba költözött a Pennsylvania állambeli Wyomissing külvárosában, ahol Swift a Wyomissing Area Junior/Senior High Schoolba járt. Nyarait a New Jersey állambeli Stone Harbor tengerpartján töltötte, és egy helyi kávézóban lépett fel.
Kilencéves korában Swift érdeklődni kezdett a zenés színház iránt, és a Berks Youth Theatre Academy négy produkciójában is szerepelt. Rendszeresen utazott New Yorkba is, hogy ének- és színészleckéket vegyen. Swift később a country zene felé fordította a figyelmét, nagy hatással voltak rá Shania Twain dalai; arra késztették, hogy „négyszer körbefussam a háztömböt, és mindenről álmodozzak”. A hétvégéket azzal töltötte, hogy helyi fesztiválokon és rendezvényeken lépett fel. Miután megnézett egy dokumentumfilmet Faith Hillről, Swift biztos volt benne, hogy a Tennessee állambeli Nashville-be kell költöznie, hogy elkezdhesse zenei karrierjét. Tizenegy évesen édesanyjával elutazott nashville-i lemezkiadókhoz, amiknek Dolly Parton és a Dixie Chicks karaoke-feldolgozások demókazettáit küldte be. Mind elutasították, mert „abban a városban mindenki azt akarta csinálni, amit én akartam. Ezért azt gondoltam magamban, hogy ki kell találnom, hogyan lehetnék más”.
Amikor Swift körülbelül 12 éves volt, a szerelő és helyi zenész, Ronnie Cremer tanította meg gitározni. A Sixpence None the Richer Kiss Me című dala volt az első dal, amit Swift megtanult gitározni. Cremer segített neki az első dalszerzői próbálkozásaiban, ami a Lucky You megírásához vezetett. 2003-ban Swift és szülei elkezdtek együttműködni a New York-i Dan Dymtrow tehetségkutatóval. Az ő segítségével Swift modellkedett az Abercrombie & Fitch „Rising Stars” kampányának részeként, egy eredeti dala felkerült egy Maybelline válogatás CD-re, és találkozókon vett részt nagy lemezkiadókkal. Miután eredeti dalokat adott elő az RCA Records egyik bemutatóján, az akkor 13 éves Swift ajánlatot kapott, és édesanyjával gyakran utazott Nashville-be. Hogy Swiftnek segítsen belépni a countryzenei életbe, édesapja áthelyezte magát a Merrill Lynch nashville-i irodájába, és a család a Tennessee állambeli Hendersonville-be költözött. Swift kezdetben a Hendersonville High Schoolba járt, majd két év után átiratkozott az Aaron Academyre, amely jobban megfelelt a magántanulással járó turnék beosztásának. Egy évvel korábban érettségizett.

### 2004–2008: A karrier kezdete és az első album
Nashville-ben Swift olyan tapasztalt Music Row-dalszerzőkkel dolgozott együtt, mint Troy Verges, Brett Beavers, Brett James, Mac McAnally és a Warren Brothers, és tartós munkakapcsolatot alakított ki Liz Rose-zal. Minden kedden délután, iskola után kétórás írói találkozókat tartottak. Rose úgy vélte, hogy a munkamenetek „a legkönnyebbek közé tartoztak, amiket valaha is csináltam. Alapvetően csak a lektora voltam. Arról írt, hogy mi történt aznap az iskolában. Annyira világos elképzelése volt arról, hogy mit akar mondani. És a leghihetetlenebb dallamokkal állt elő.” Swift lett a legfiatalabb előadó, akit a Sony/ATV Tree kiadó leszerződtetett, de 14 éves korában elhagyta a Sony tulajdonában lévő RCA Recordsot, mivel a kiadó nem törődött vele. Aggódott amiatt is, hogy a lemezfejlesztési szerződések a művészeket háttérbe szoríthatják, így emlékezett vissza: „Őszintén úgy éreztem, hogy kifutok az időből. Életem ezen éveit akartam megörökíteni egy albumon, amíg még azt képviselik, amin keresztülmentem”.

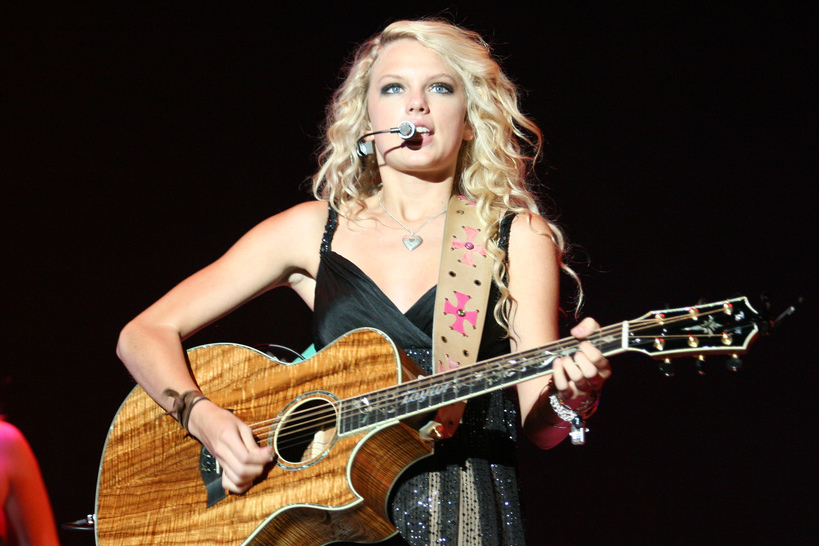
2007-ben Brad Paisley előzenekaraként lépett fel. Első albumának népszerűsítése érdekében 2007-ben és 2008-ban más-más countryzenészek turnéját nyitotta meg

2005-ben a nashville-i Bluebird Cafe egyik szakmai bemutatóján Swift felkeltette Scott Borchetta, a DreamWorks Records vezetőjének figyelmét, aki éppen egy független lemezkiadó, a Big Machine Records megalapítására készült. Borchettával 2004-ben találkozott először. Ő volt a Big Machine egyik első szerződtetése. Édesapja 120 000 dollárért vásárolt három százalékos részesedést a cégben. Nathan Chapman producerrel kezdett el dolgozni önmagáról elnevezett debütáló albumán, akivel úgy érezte, hogy megvan a megfelelő „kémia”. Swift az album három dalát egyedül írta, a maradék nyolcat pedig Rose-zal, Robert Ellis Orrallal, Brian Maherrel és Angelo Petragliával közösen. A Taylor Swift album 2006. október 24-én jelent meg. A Country Weekly kritikusa, Chris Neal úgy ítélte meg, hogy Swift „őszintesége, intelligenciája és idealizmusa” miatt jobb, mint a korábbi feltörekvő tinédzser countryénekesek. Az album az ötödik helyen végzett az amerikai Billboard 200-as listán, ahol 157 hetet töltött – ez volt a leghosszabb tartózkodása a listán bármelyik amerikai kiadványnak a 2000-es évtizedben. Swift lett az első női country előadó, aki mindegyik számnak szerzője vagy társszerzője volt egy amerikai platina minősítésű debütáló albumnak.
A Big Machine Records még gyerekcipőben járt a Tim McGraw című debütáló kislemez 2006 júniusi megjelenésekor, amelyet Swift és édesanyja segítettek népszerűsíteni azzal, hogy a CD példányokat elküldték a country rádióállomásoknak. Mivel a kiadónál még nem volt elég bútor, ezért a földre ültek, hogy ezt megtehessék. A 2006-os év nagy részét a Taylor Swift népszerűsítésével töltötte, rádióturnéval, televíziós szereplésekkel; a Rascal Flatts 2006-os turnéja során Eric Church helyére lépve ő volt a Rascal Flatts előzenekara. Borchetta elmondta, hogy bár a lemeziparban dolgozó kollégák kezdetben nem helyeselték, hogy leszerződtet egy 15 éves énekes-dalszerzőt, Swift egy korábban ismeretlen piacot – a country zenét hallgató tizenéves lányokat – szólított meg. A Tim McGraw után 2007 és 2008 folyamán további négy kislemez jelent meg: Teardrops on My Guitar, Our Song, Picture to Burn és Should’ve Said No. Mindegyik felkerült a Billboard Hot Country Songs listájára, az Our Song, és a Should’ve Said No pedig az első helyig jutott. A Our Song című dallal Swift lett a legfiatalabb ember, aki egymaga írt és énekelt egy listavezető dalt. A Teardrops on My Guitar a tizenharmadik helyig jutott az amerikai Billboard Hot 100-as listáján. Swift két középlemezt is kiadott, a The Taylor Swift Holiday Collectiont 2007 októberében és a Beautiful Eyes-t 2008 júliusában. Debütáló albumát 2006–2007-ben más countryzenészek turnéinak előzenekaraként népszerűsítette, többek között George Strait, Brad Paisley, Tim McGraw és Faith Hill előzenekaraként.
Swift több elismerést is nyert Taylor Swiftért. Ő volt az egyik díjazottja a Nashville Songwriters Association által 2007-ben az év dalszerzője/művésze címnek, ezzel ő lett a legfiatalabb, akit ezzel a címmel tüntettek ki. Elnyerte továbbá a Country Music Association Horizon Award A legjobb új előadó díját, az Academy of Country Music Awards A legjobb új női énekes díját, valamint az American Music Awards Kedvenc női country előadó elismerését. Az 50. Grammy-díjátadón A legjobb új előadónak járó díjra is jelölték. 2008-ban ismét a Rascal Flatts előzenekara volt. Három hónapig Joe Jonas énekessel volt párkapcsolatban.

### 2008–2010:Fearless

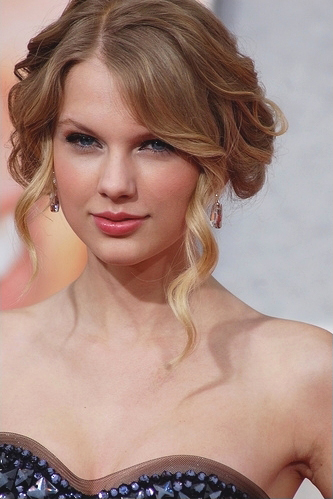
Swift a Hannah Montana – A film 2009-es premierjén. A filmben cameoszerepet játszott, és két dalt írt a filmzene számára

Swift második stúdióalbuma, a Fearless 2008. november 11-én jelent meg Észak-Amerikában, 2009 márciusában pedig más piacokon. A kritikusok dicsérték Swift őszinte és érzékeny dalszerzését, ellentétben más tinédzser énekesnőkkel. Öt kislemez jelent meg 2008 és 2009 között: Love Story, White Horse, You Belong with Me, Fifteen és Fearless. Az első kislemez, a Love Story a Billboard Hot 100-as listáján a negyedik, Ausztráliában pedig az első helyen végzett. Ez volt az első country dal, amely a Billboard Pop Songs listájának élére került. A You Belong with Me volt az album legmagasabb helyezést elérő kislemeze a Billboard Hot 100-as listáján, a második helyen végzett, és ez volt az első country dal, amely a Billboard összes műfajú rádiós dallistájának élére került. Mind az öt kislemez a Hot Country Songs Top 10-es listáján szerepelt, a Love Story és a You Belong with Me listavezetők voltak. A Fearless lett az első listavezető albuma a Billboard 200-as listáján, ezenfelül a 2009-es év legkelendőbb albuma volt az Egyesült Államokban. A Fearless Tour, Swift első önálló koncertkörútja több mint 63 millió dolláros bevételt termelt. A Journey to Fearless címmel készült egy háromrészes dokumentumfilm-minisorozatot, melyet a televízióban sugározták, majd később DVD-n és Blu-rayen is megjelent. Swift 2009-ben Keith Urban Escape Together World Tour elnevezésű turnéjának előzenekaraként is fellépett.
2009-ben a You Belong with Me című dal videóklipje elnyerte A legjobb női videó díját az MTV Video Music Awardson. Köszönőbeszédét Kanye West rapper szakította félbe, ami viták, széles körű médiafigyelem és számos internetes mém tárgya lett a későbbiekben. Abban az évben öt American Music Awards-díjat nyert, köztük Az év előadója és A kedvenc country album díját. A Billboard 2009-ben Az év előadójának választotta. Az album a 99. helyet foglalta el az NPR 2017-es, a nők által készített 150 legjobb albumot tartalmazó listáján. A 2009-es CMT Music Awards-on Az év videója és Az év női videója elismeréseket kapta meg a Love Story-ért, melyhez a rapper T-Painnel közösen készített egy paródiaklipet a dalhoz Thug Story címmel. Az 52. Grammy-díjátadón a Fearless lett Az év albuma és A legjobb countryalbum, a White Horse pedig A legjobb countrydal, Swift továbbá megkapta A legjobb női countryénekes díját. Swift volt a valaha volt legfiatalabb előadó, aki elnyerte Az év albuma elismerést. A 2009-es Country Music Association Awards-on Swift nyerte el Az év albumát a Fearless-ért, és Az év előadóművésze lett, a legfiatalabb, aki elnyerte ezt az elismerést.
Swift közreműködött John Mayer Half of My Heart című kislemezén és a Boys Like Girls Two Is Better Than One című kislemezén, utóbbinak társszerzője volt. Kellie Picklerrel közösen írta és vette fel a Best Days of Your Life című dalt, valamint két dalt is írt a Hannah Montana – A film filmzenéjéhez – You’ll Always Find Your Way Back Home és Crazier címekkel. Két dallal járult hozzá a Valentin nap (2010) filmzenéjéhez, köztük a Today Was a Fairytale című kislemezdalával, amely az első listavezető dala volt a Canadian Hot 100-as listán, a Billboard Hot 100-as listáján a második helyen végzett. 2009 októberében első filmes projektje, a Valentin nap forgatása alatt Taylor Lautnerrel alkotott egy párt. 2009-ben egy lázadó tinédzserként debütált a televízióban a CSI: A helyszínelők egyik epizódjában. Vezette a Saturday Night Live című műsort és zenei vendége is volt egyben; ő volt az első műsorvezető, aki saját nyitó monológot írt.

### 2010–2014:Speak NowésRed

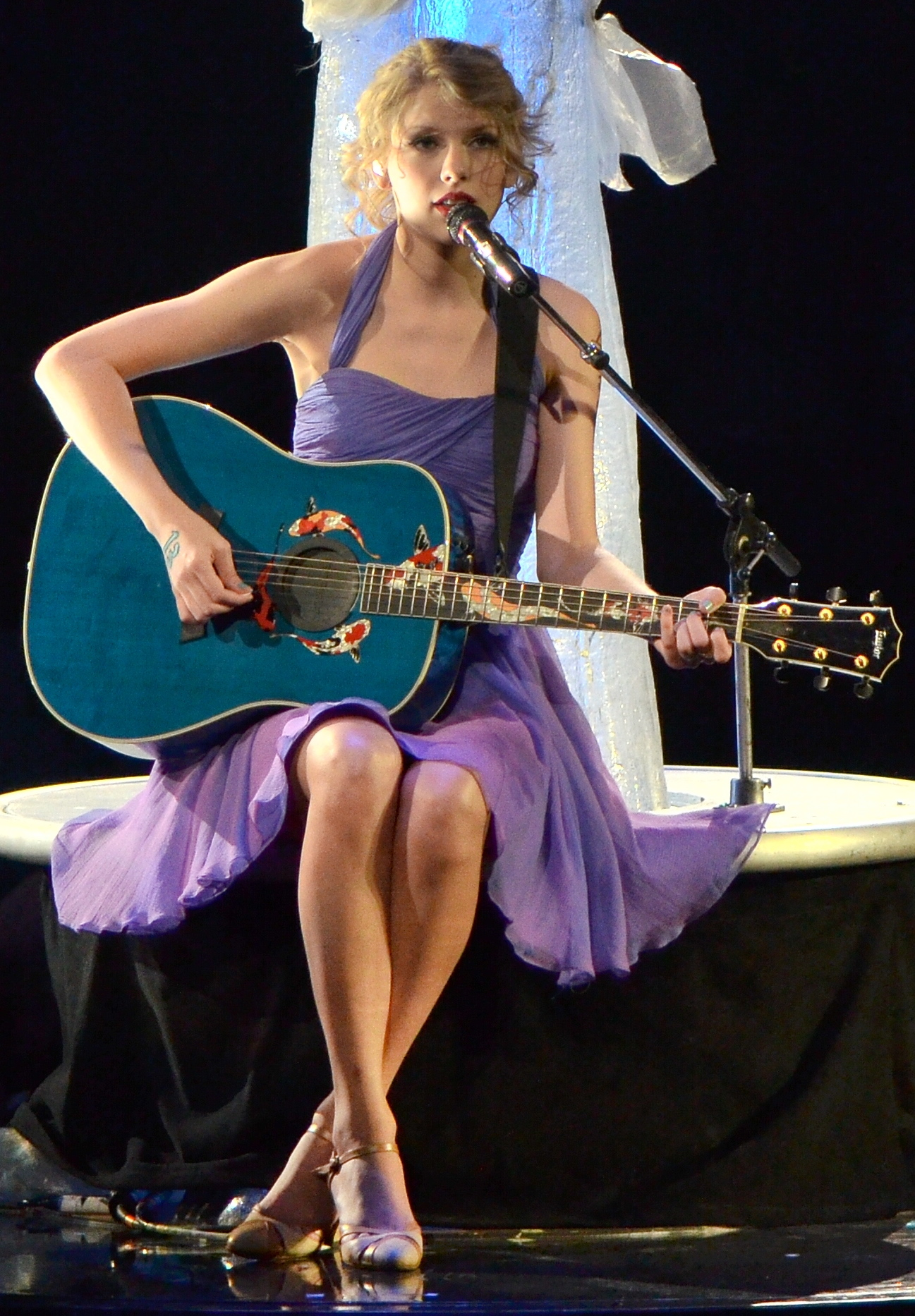
Swift a Speak Now World Tour című turnéján 2011-ben

2010 augusztusában Swift kiadta a Mine című dalt, harmadik stúdióalbumának, a Speak Now-nak az első kislemezeként. A dal a Hot 100-as listán a harmadik helyen nyitott. Swift egyedül írta az albumot, és minden számnak társproducere volt. A 2010. október 25-én megjelent Speak Now a Billboard 200-as lista élén debütált, az első héten egymillió eladott példányszámmal. Női előadók között ez lett a leggyorsabban fogyó digitális album, egy hét alatt 278 000 letöltéssel, amivel Swift 2010-ben bekerült a Guinness Rekordok Könyvébe. A kritikusok nagyra értékelték Swift felnőtt szemléletét; Rob Sheffield a Rolling Stone-tól azt írta: „mindössze négy év alatt a 20 éves nashville-i fenegyerek három tucatnyi olyan dalhoz adta a nevét, amelyek a legintelligensebbek, amelyeket bárki a pop, a rock vagy a country területén kiadott”. A Mine, a Back to December, a Mean, a The Story of Us, a Sparks Fly és az Ours című dalok kislemezként jelentek meg, az utóbbi kettő első helyezést ért el. A Back to December és a Mean a Top 10-be jutott Kanadában. Swift rövid ideig Jake Gyllenhaal színésszel járt 2010-ben.
A 2012-es 54. Grammy-díjátadón Swift elnyerte A legjobb country dal és A legjobb countryénekes díját a Mean című dalért, amelyet a gálán elő is adott. Swift további díjakat nyert a Speak Now-ért, többek között a Nashville Songwriters Association által Az év dalszerzője/előadója (2010 és 2011), a Billboard által Az év nője (2011), az Academy of Country Music és a Country Music Association által Az év előadója (2011 és 2012) A 2011-es American Music Awards-on Swift nyerte Az év előadója és a Kedvenc countryalbum díját. A Rolling Stone a 2012-es „Minden idők 50 legjobb női albumának” listáján a Speak Now-t a 45. helyre sorolta, és azt írta: „Lehet, hogy a country csatornákon játsszák, de ő egyike azon kevés igazi rocksztároknak, akik manapság vannak, és hibátlanul érti, mitől lesz egy dal igazán ütős.”
A Speak Now World Tour elnevezésű turnéja 2011 februárjától 2012 márciusáig futott, és több mint 123 millió dolláros bevételt hozott, amit a Speak Now World Tour: Live című koncertalbum követett. Két eredeti dallal járult hozzá Az éhezők viadala filmzenealbumához: A Safe & Sound, amelyet a Civil Wars-szal és T-Bone Burnett-tel közösen írt és vett fel, valamint az Eyes Open. A Safe & Sound elnyerte A legjobb vizuális média számára írt dalnak járó Grammy-díjat, és jelölték A legjobb eredeti dalért járó Golden Globe-díjra. Swift közreműködött B.o.B 2012 májusában megjelent Both of Us című kislemezén. Swift abban az évben Conor Kennedyvel volt párkapcsolatban.

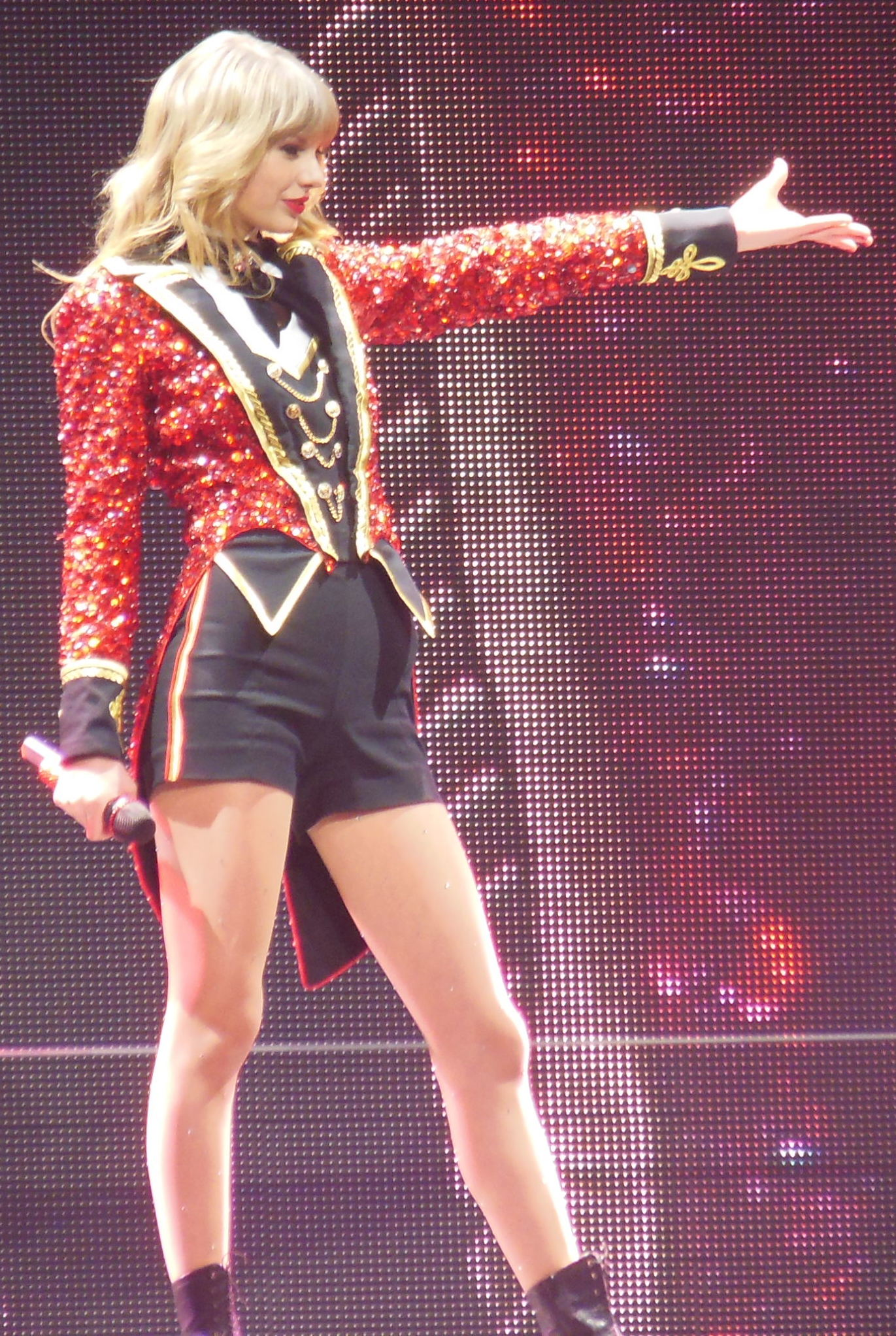
Swift a Red Touron 2013-ban

2012 augusztusában Swift kiadta a We Are Never Ever Getting Back Together című dalát, a Red című negyedik stúdióalbumának első kislemezeként. Ez lett az első listavezető dala az Egyesült Államokban és Új-Zélandon, és 50 perccel a megjelenése után az iTunes digitális eladási listájának első helyére került, ezzel megszerezte a digitális történelem leggyorsabban fogyó kislemezének Guinness rekordját. Az albumról megjelent további kislemezek: Begin Again, I Knew You Were Trouble, 22, Everything Has Changed, The Last Time és Red. Az I Knew You Were Trouble Ausztráliában, Kanadában, Dániában, Írországban, Új-Zélandon, az Egyesült Királyságban és az Egyesült Államokban a slágerlisták első öt helyéig jutott. Három kislemez, a Begin Again, a 22 és a Red a Top 20-ba került az Egyesült Államokban. A Red 2012. október 22-én jelent meg. A Red albumon Swift régi munkatársaival, Nathan Chapmannel és Liz Rose-zal, valamint olyan új producerekkel dolgozott együtt, mint Max Martin és Shellback. Az album számos pop- és rockstílust tartalmaz, mint például a heartland rock, a dubstep és a dance-pop. Randall Roberts a Los Angeles Times-tól azt mondta, hogy Swift „valami sokkal nagyobbra és teljesebbre törekszik” a Reddel. Az első helyen debütált a Billboard 200-as listáján, az első héten 1,21 millió eladott példányszámmal, amivel Swift lett az első nő, akinek két milliós eladású albumnyitása volt – ez Guinness rekordnak számít. A Red volt Swift első listavezető albuma az Egyesült Királyságban.
Az albumhoz kapcsolódó Red Tour elnevezésű turné 2013 márciusától 2014 júniusáig tartott, és több mint 150 millió dolláros bevételt hozott, így a legnagyobb bevételt hozó country turné lett, amikor befejeződött. Az album számos elismerést kapott, többek között négy jelölést az 56. Grammy-díjkiosztón (2014). Az I Knew You Were Trouble című kislemez videóklipje a 2013-as MTV Video Music Awards-on A legjobb női videó díját nyerte el. Swift 2012-ben A legjobb női country előadónak járó American Music Awards-díjat, 2013-ban pedig Az év előadójának járó díjat kapta meg. 2012-ben és 2013-ban ötödik és hatodik egymást követő évben kapta meg a Nashville Songwriters Association legjobb dalszerző/előadó díját. Swiftet a szövetség a Pinnacle-díjjal tüntette ki, így Garth Brooks után ő a második, aki megkapta ezt az elismerést. Ez idő alatt rövid ideig járt Harry Styles angol énekessel.
2013-ban Swift A hang ereje című film soundtrackjére felvette a Sweeter than Fiction című dalt, amelyet Jack Antonoffal közösen írt és készített. A dal a 71. Golden Globe-díjátadón A legjobb eredeti dal kategóriában kapott jelölést. Tim McGraw Highway Don’t Care című dalának vendégvokálját adta, amelyben Keith Urban gitározott. Swift előadta az As Tears Go By című dalt a Rolling Stonesszal Chicagóban, Illinois államban, a zenekar 50 & Counting turnéjának részeként. A 2013-as Country Radio Seminaron a színpadon csatlakozott a Florida Georgia Line-hoz, hogy elénekelje a Cruise című dalt. Swift Audrey hangját adta a Lorax (2012) című animációs filmben, szerepelt az Új csaj (2013) című sitcomban, és mellékszerepet játszott Az emlékek őre (2014) című disztópikus drámafilmben.

### 2014–2018:1989ésReputation

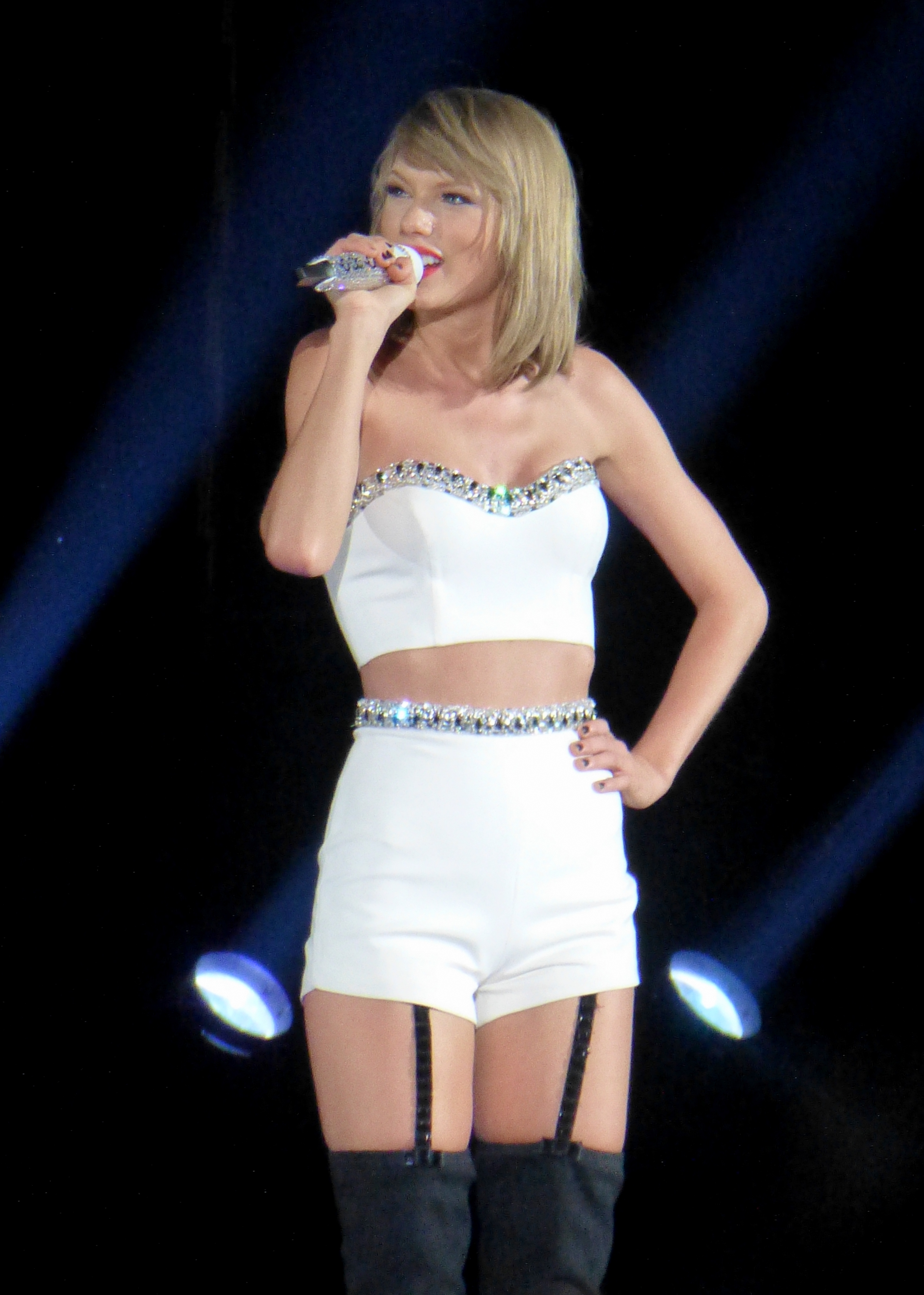
Swift az 1989 World Touron, ami a 2015-ös év legnagyobb bevételt hozó turnéja volt

2014 márciusában Swift New Yorkba helyezte át székhelyét. Ötödik stúdióalbumán, az 1989-en Jack Antonoff, Max Martin, Shellback, Imogen Heap, Ryan Tedder és Ali Payami producerekkel dolgozott együtt. Az albumot különböző kampányokkal népszerűsítette, többek között először hívta meg a „Swifties”-nek nevezett rajongóit zártkörű albumhallgatásokra. Az album 2014. október 27-én jelent meg, és az első héten 1,28 millió eladott példánnyal az amerikai Billboard 200-as lista élén debütált. A Shake It Off, a Blank Space és a Bad Blood című kislemezdalok első helyezést értek el Ausztráliában, Kanadában és az Egyesült Államokban, az első kettővel Swift lett az első nő, aki önmagát váltotta a Hot 100-as lista élén; További kislemezek voltak a Style, a Wildest Dreams, az Out of the Woods és a New Romantics. Az 1989 World Tour elnevezésű világkörüli turné 2015 májusától decemberéig tartott, és 250 millió dolláros összbevételével az év legnagyobb bevételt hozó turnéja volt.
Az 1989 megjelenése előtt Swift hangsúlyozta az albumok fontosságát az előadók és a rajongók számára. 2014 novemberében eltávolította teljes katalógusát a Spotify-ról, azzal érvelve, hogy a streaming cég reklámokkal támogatott, ingyenes szolgáltatása aláássa a prémium szolgáltatást, amely magasabb jogdíjakat biztosít a dalszerzőknek. Egy 2015. júniusi nyílt levélben Swift kritizálta az Apple Musicot, amiért az nem kínál jogdíjat az előadóknak a streaming szolgáltatás ingyenes három hónapos próbaidőszaka alatt, és kijelentette, hogy az 1989 című albumát eltávolítja a kínálatból. A következő napon az Apple Inc. bejelentette, hogy az ingyenes próbaidőszak alatt fizetni fog az előadóknak, és Swift beleegyezett, hogy az 1989-et visszahelyezteti a streaming szolgáltatásba. Swift szellemi tulajdonjogi holdingja, a TAS Rights Management 73 védjegyet jelentett be Swifthez és az 1989-es korszak mémjeihez kapcsolódóan. Ezt követően 2017 júniusában visszahelyezte teljes katalógusát és az 1989-et a Spotify, az Amazon Music, a Google Play és más digitális streaming platformokra. Swiftet 2014-ben a Billboard Az év nőjének választotta, ezzel ő lett az első előadó, aki kétszer is elnyerte a díjat. A 2014-es American Music Awards-on Swift megkapta az első Dick Clark Award for Excellence díjat. 2014-ben, a 25. születésnapján a Grammy Museum at L.A. Live Los Angelesben megnyitotta a tiszteletére rendezett kiállítást, amely 2015. október 4-ig tartott, és múzeumi látogatottsági rekordokat döntött. 2015-ben Swift elnyerte A legjobb nemzetközi női szólóénekesnőnek járó Brit-díjat. A Bad Blood című dal videóklipje a 2015-ös MTV Video Music Awards-on elnyerte Az év videója és A legjobb együttműködés díját. Swift egyike volt annak a nyolc előadónak, aki a 2015-ös Academy of Country Music Awardson 50th Anniversary Milestone Awardot kapott. A 2016-os 58. Grammy-díjátadón az 1989 megkapta Az év albuma és A legjobb popalbum, a Bad Blood pedig A legjobb videóklip Grammy-díját. Swift lett az első nő és összességében az ötödik előadó, aki önálló előadóként kétszer is elnyerte Az év albumát.

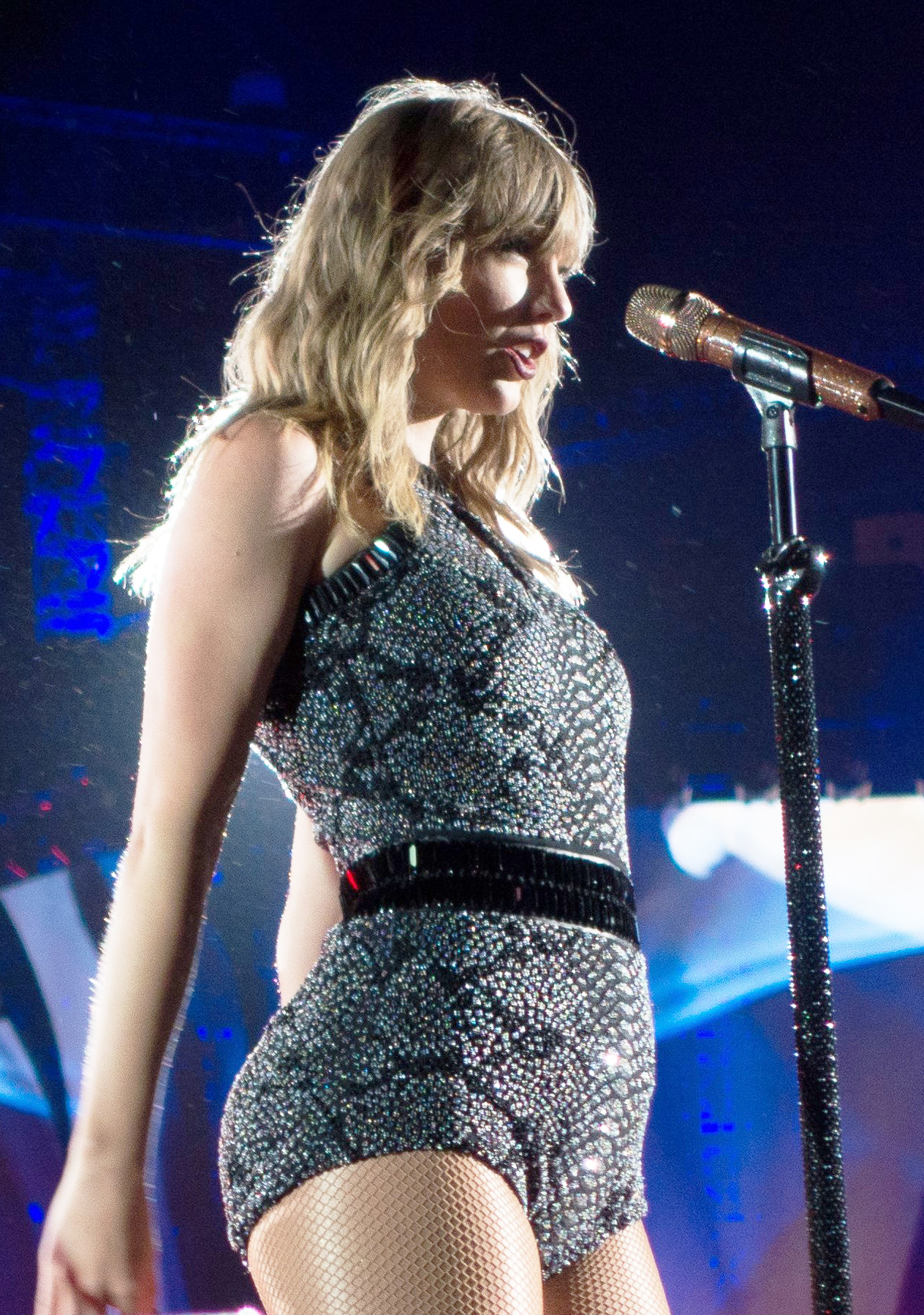
Swift a Reputation Stadium Touron (2018), minden idők legnagyobb bevételt hozó észak-amerikai turnéján

Swift 2015 márciusától 2016 júniusáig párkapcsolatban volt a skót DJ-vel, Calvin Harrisszel. Szakításuk előtt közösen megírták a This Is What You Came For című dalt, amelyben Rihanna barbadosi énekesnő énekel; Swift eredetileg Nils Sjöberg álnéven szerepelt a közreműködők között. Miután rövid ideig együtt volt Tom Hiddleston angol színésszel, Swift 2016 szeptemberében kezdett randizni Joe Alwyn angol színésszel. Ő írta a Better Man című dalt a Little Big Town country együttesnek; az 51. CMA-díjátadón Swift elnyerte Az év dala díját. Swift és az angol énekes, Zayn Malik közös kislemezt adott ki I Don’t Wanna Live Forever címmel A sötét ötven árnyalata (2017) című film soundtrackjére. A dal a második helyig jutott az Egyesült Államokban, és a 2017-es MTV Video Music Awards-on A legjobb együttműködés díját nyerte el. 2017 augusztusában Swift sikeresen beperelte David Muellert, a KYGO-FM egykori rádiós zsokéját. Négy évvel korábban Swift arról tájékoztatta Mueller főnökeit, hogy a férfi szexuálisan zaklatta őt, amikor egy rendezvényen megtapogatta. Miután kirúgták, Mueller hazugsággal vádolta Swiftet, és beperelte őt az állás elvesztéséből eredő károkozásért. Nem sokkal később Swift szexuális zaklatás miatt ellenperelt, mindössze egy dollár névleges kártérítésért. Az esküdtszék elutasította Mueller állításait, és Swift javára döntött.
Egy év csendes szünet után Swift kiürítette a közösségi média fiókjait, és kiadta a Look What You Made Me Do című dalt, amely a hatodik albumának, a Reputationnek az első kislemeze. A kislemez volt Swift első brit listavezető kislemeze. Ausztráliában, Írországban, Új-Zélandon és az Egyesült Államokban is listavezető lett. A Reputation 2017. november 10-én jelent meg. Erős elektropop hangzást ötvözött a hiphop, R&B és EDM hatásokkal együtt. A kritikusok dicsérték Swift érett művészetét, de néhányan elítélték a hírnév és a pletykálkodás témáit. Az album az első héten 1,21 millió eladott példánnyal debütált a Billboard 200-as lista élén. Swift lett az első előadó, akinek négy albumából is egymillió példányt adtak el egy héten belül az Egyesült Államokban. Az album az Egyesült Királyságban, Ausztráliában és Kanadában a slágerlisták élére került, és 2018-ig világszerte több mint 4,5 millió példányban kelt el. Három másik nemzetközi kislemez is megjelent, köztük az amerikai Top 5-ös ...Ready for It?, és két amerikai Top 20-as kislemez – az End Game (Ed Sheeran és a rapper Future közreműködésével) és a Delicate. Swift 2017 végén indította el a rövid életű The Swift Life mobilalkalmazást a rajongók számára. A 2019-es 61. Grammy-díjátadón a Reputationt jelölték A legjobb popalbum kategóriában. A 2018-as American Music Awards-on Swift négy díjat nyert, köztük Az év előadója és A kedvenc pop/rock női előadó kategóriákban. A 2018-as AMA-k után Swift összesen 23 díjat gyűjtött be, ezzel ő lett az AMA-k történetének legtöbbet díjazott női zenésze, ezt a rekordot korábban Whitney Houston tartotta. 2018 áprilisában Swift szerepelt a country duó Sugarland Babe című dalában. A Reputation népszerűsítése érdekében útjának indította a Reputation Stadium Tour elnevezésű turnéját, amely 2018 májusától novemberéig futott. Az Egyesült Államokban a turné 266,1 millió dolláros jegybevételt hozott a több mint kétmillió eladott jegy után, ezzel számos rekordot megdöntve, amelyek közül a legjelentősebb, hogy ez volt a történelem legnagyobb bevételt hozó észak-amerikai koncertkörútja. Világszerte 345,7 millió dolláros bevételt termelt. A turnét egy koncertfilm követte a Netflixen.

### 2018–2020:Lover,FolkloreésEvermore
A Reputation volt Swift utolsó albuma a Big Machine kiadónál. 2018 novemberében új szerződést kötött a Universal Music Grouppal; további kiadványait a Republic Records gondozta. Swift elmondta, hogy a szerződés tartalmazott egy olyan rendelkezést, amely szerint megtarthatja a szerzői anyagok tulajdonjogát. Emellett abban az esetben, ha az Universal eladná a Spotifyban lévő részesedésének bármely részét, beleegyezett, hogy a bevétel egy vissza nem térítendő részét szétosztja előadói között. A Vox óriási elkötelezettségnek nevezte ezt a Universal részéről, ami Swift közbelépéséig „korántsem volt biztos”.

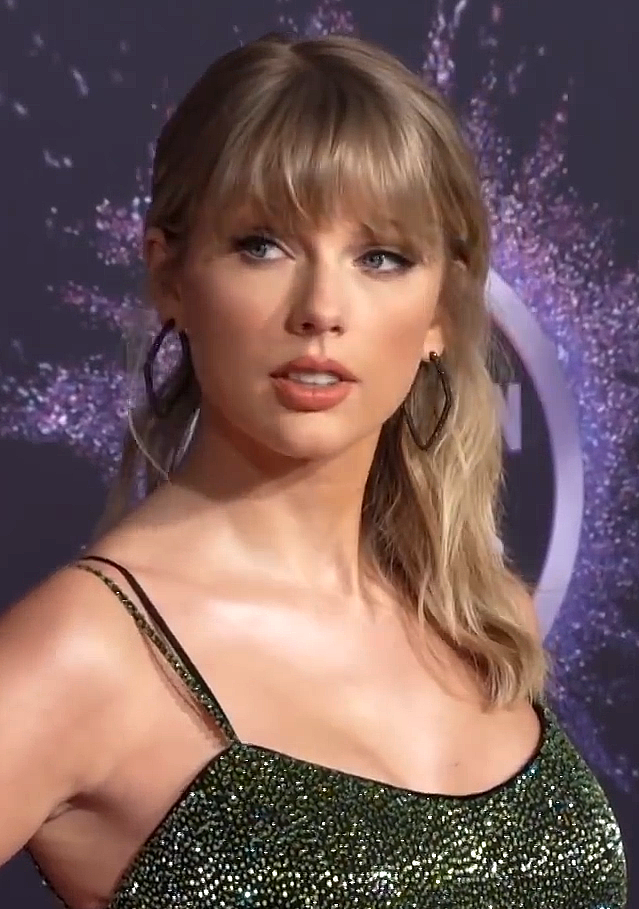
Swift a 2019-es American Music Awards díjkiosztón, ahol Az évtized előadójának választották

Swift 2019. augusztus 23-án jelentette meg hetedik stúdióalbumát, a Lover-t. Jack Antonoff mellett Swift új producerekkel dolgozott: Louis Bell, Frank Dukes és Joel Little. A Lover révén Swift lett az első női előadó, akinek hatodik egymást követő albumából egy hét alatt több mint 500 ezer példányt adtak el az Egyesült Államokban. A kritikusok elismerően nyilatkoztak az album szabad szellemű hangulatáról és érzelmi bensőségességéről. Első kislemeze, a Me! a Hot 100-as listán a második helyen végzett. A Lover további kislemezei az amerikai Top 10-es You Need to Calm Down és a Lover, valamint az amerikai top 40-es The Man voltak. A Lover volt 2019-ben a világ legkelendőbb szólóalbuma; 3,2 millió példányban kelt el. A Lover és kislemezei jelölést kaptak a 2020-as 62. Grammy-díjátadón. A 2019-es MTV Video Music Awards-on a Me! nyerte A legjobb vizuális effektek díját, a You Need to Calm Down pedig Az év videója és a Video for Good díjat. Swift volt az első női és összességében a második előadó, aki Az év videója díjat olyan videóval nyerte el, amelyet ő rendezett.
A Lover népszerűsítése közben Swift nyilvános vitába keveredett Scooter Braun tehetségkutatóval és a Big Machine-nel a régi katalógusának anyagai megvásárlása miatt. Swift elmondta, hogy megpróbálta megvásárolni a lemezek anyagait, de a Big Machine csak akkor engedte meg neki, ha minden egyes régebbi albumért egy másik szerződés keretében egy új albumot kínál, amit ő nem volt hajlandó megtenni. Swift 2020 novemberében elkezdte újra felvenni régi katalógusát, ami lehetővé tette számára, hogy a Big Machine tulajdonában lévő maszterek helyett ő legyen az új tulajdonos, valamint dalainak kereskedelmi felhasználásra való engedélyét is magáénak tudhatta. A zenélés mellett Bombalurina szerepét játszotta Andrew Lloyd Webber Macskák című musicaljének filmadaptációjában (2019), amelyhez társszerzőként írta és rögzítette a Golden Globe-jelölt Beautiful Ghosts című eredeti dalt. A kritikusok lehúzták a filmet, de Swift alakítását dicsérték. A Miss Americana című dokumentumfilmet, amely Swift életének és karrierjének egyes részeit mutatta be, a 2020-as Sundance Filmfesztiválon mutatták be, és még januárban megjelent a Netflixen. Swift 2020 februárjában írt alá globális kiadói szerződést a Universal Music Publishing Grouppal, miután lejárt a Sony/ATV-vel kötött 16 éves szerződése.
A Covid19-járvány közepette Swift két meglepetésalbumot adott ki: a Folklore-t 2020. július 24-én, és az Evermore-t 2020. december 11-én. Mindkettő az indie folkot és az alternatív rockot járja körbe, a korábbi lendületes popdalaihoz képest visszafogottabb produceri munkával. Swift az albumokat Jack Antonoff és Aaron Dessner (The National együttesből) producerekkel írta és vette fel. Alwyn William Bowery álnéven társszerzőként és társproducerként írt néhány dalt. Az albumok széleskörű kritikai elismerést kaptak. A The Guardian és a Vox úgy vélekedett, hogy a Folklore és az Evermore kiemelte Swift munkamorálját és növelte művészi hitelességét. Mindegyik albumról három kislemez jelent meg, bőségesen ellátva az amerikai mainstream, country és triple A rádiókat. A kislemezek, ebben a sorrendben, a Cardigan, a Betty és az Exile voltak a Folklore-ról, valamint a Willow, a No Body, No Crime és a Coney Island az Evermore-ról. Swift lett az első előadó, aki egyszerre debütált amerikai listavezető albummal és listavezető dallal a Folklore Cardigan és az Evermore Willow című dalával. A Folklore volt 2020 legkelendőbb albuma az Egyesült Államokban 1,2 millió eladott példánnyal. A 63. Grammy-díjátadón Az év albuma lett, ezzel Swift lett az első nő, aki háromszor is elnyerte a díjat. A 2020-as American Music Awards-on Swift három díjat nyert, köztük Az év előadója díjat, rekordot jelentő harmadik alkalommal egymás után. Ő volt 2020 legtöbb pénzt kereső zenésze az Egyesült Államokban, és a világ legjobban fizetett szólózenésze.

### 2021–2023: Újrafelvételek ésMidnights
A jogi viták után Swift 2021 áprilisában és novemberében két újrafelvett albumot adott ki: a Fearless (Taylor’s Version)-t és a Red (Taylor’s Version)-t. Az albumokon szereplő eredeti dalok mellé eddig kiadatlan vagy Swift által írt, de más előadók által felvett dalok is felkerültek. Mindkét album a Billboard 200 lista élén debütált, az előbbi lett az első újrafelvett album, amely ezt valaha is megtette. A Fearless (Taylor's Version) című albumot három szám előzte meg: Love Story (Taylor’s Version), You All Over Me Maren Morrisszal és Mr. Perfectly Fine, az elsővel Swift lett Dolly Parton óta az első olyan előadó, akinek mind az eredeti, mind az újrafeldolgozott kislemeze első helyezést ért el a Hot Country Songs listán. A Red (Taylor’s Version) záródala, az All Too Well (10 Minute Version) – amelyet a Swift által rendezett, névadó kisfilm kísért – a Hot 100 csúcsán debütált, és ezzel a leghosszabb dal lett a történelemben, amely a listát vezette. A rövidfilmet a kritikusok elismeréssel fogadták Swift rendezéséért. A dal elnyerte az MTV Video Music Awards díját Az év videóklipje kategóriában – ez volt Swift harmadik győzelme ebben a kategóriában –, valamint Grammy-díjat kapott A legjobb videóklip kategóriában.

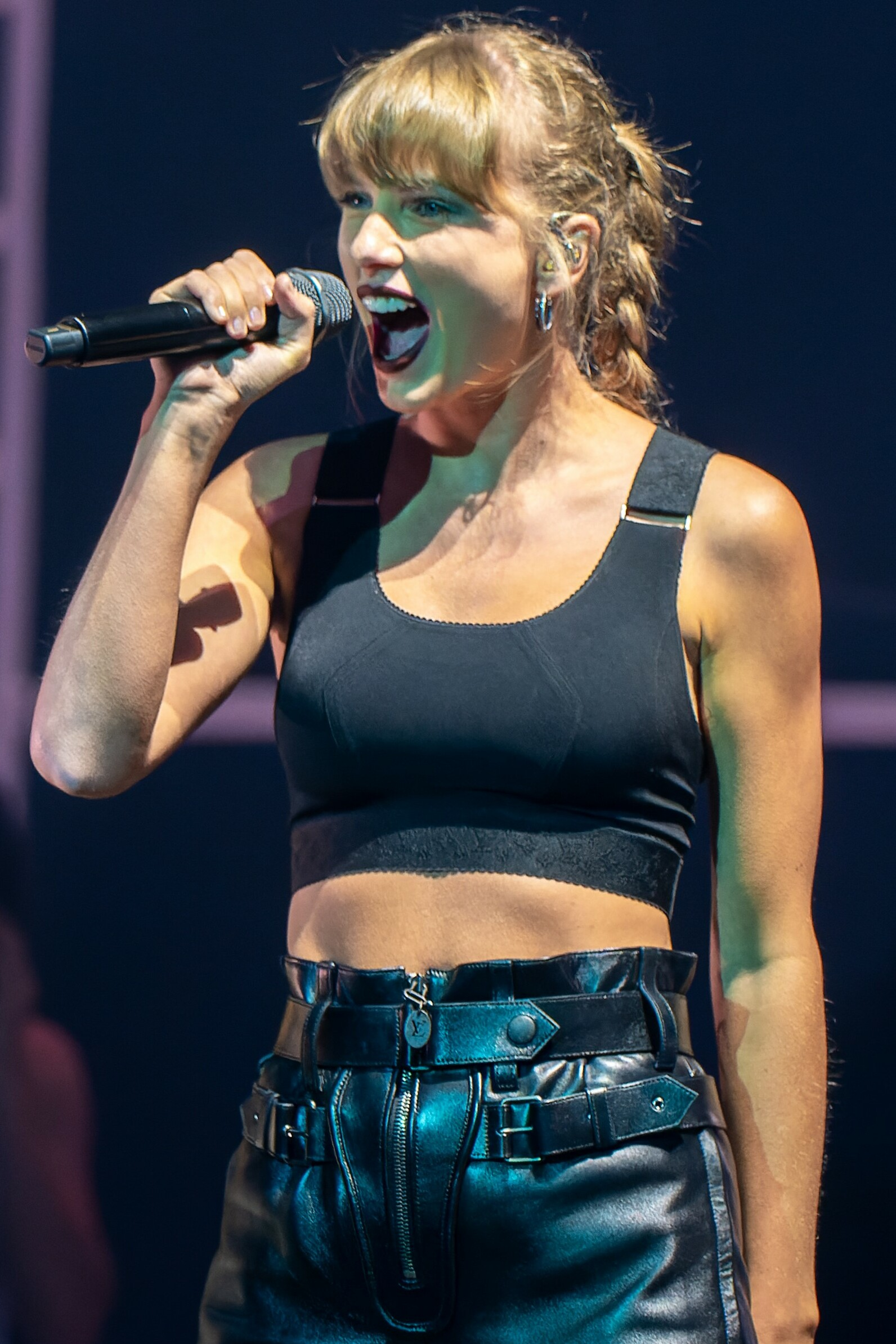
Swift fellépés közben 2022-ben

Swift tizedik stúdióalbuma, a Midnights 2022. október 21-én jelent meg. Elektronikus és chillout zenei stílusokkal kísérletezett rajta. A Rolling Stone kritikusai „azonnali klasszikusnak” nevezték az albumot. Az album 1,57 millió példánnyal debütált a Billboard 200-as lista élén, ami Swift ötödik olyan albuma, amely egymillió feletti eladással nyitott, emellett számos eladási és streaming rekordot megdöntött, beleértve a legtöbb egynapos és a legtöbb egyhetes streamet a Spotify-on. Swift lett az első előadó a történelemben, aki a Hot 100-as lista teljes Top 10-es listáját magáénak tudhatta; az album első kislemeze, az Anti-Hero az első helyen nyitott. A Lavender Haze lett a második kislemez 2022 novemberében, a Karma pedig a harmadik; mindkettő a Hot 100-as lista második helyén végzett. Swift kilenc díjat nyert a 2023-as MTV Video Music Awards-on, köztük övé lett Az év videóklipje (Anti-Hero) rekordot jelentő negyedik alkalommal. A 66. Grammy-díjátadón a Midnights elnyerte A legjobb popalbumnak járó díjat, Swift pedig negyedszer is győzött Az év albuma kategóriában – ez a legtöbb győzelem a kategórián belül, amit egy előadó valaha elért 2024-ig bezárólag.
A Speak Now (Taylor’s Version), az újrafelvételi sorozat harmadik albuma 2023. július 7-én jelent meg.  Az album az első helyen debütált, ezzel Swift a Billboard 200 történetében a legtöbb első helyezett albummal (12) rendelkező nő lett, megelőzve Barbra Streisandot. 2023. október 27-én megjelentette negyedik újra felvett albumát, a 1989 (Taylor’s Version)-t, ami sorozatban hatodik lemeze lett, amiből első hetében több, mint egy millió példány kelt el. Is It Over Now? című kislemeze a Billboard Hot 100 első helyén nyitott. Swift volt 2023 legtöbbet streamelt előadója a Spotifyon, az Apple Musicon és az Amazon Musicon; az első előadó, aki három különböző évtizedben (2009, 2015 és 2023) is az első helyen végzett a Billboard év végi toplistáján az előadók között; és az első élő előadó, aki egyszerre öt albummal került a Billboard 200 Top 10-es listájára. A 2023-as év 10 legkelendőbb albuma közül öt az övé volt az Egyesült Államokban, ami rekord azóta, hogy a Luminate 1991-ben elkezdte követni az amerikai zenei eladásokat.
Albumain túl Swift 2021 és 2023 között öt dalban is közreműködött: Renegade és Birch a Big Red Machine-től, Haim Gasoline dalának egyik remixében, Ed Sheeran The Joker and the Queen, valamint a National The Alcott című dalán. A Carolina című dalt az Ahol a folyami rákok énekelnek című film soundtrackjén jelentette meg, és Golden Globe-, valamint Grammy-jelölést kapott A legjobb eredeti dal, illetve A legjobb vizuális média számára írt dal kategóriákban. Zenei pályafutása mellett mellékszerepet játszott a 2022-es Amszterdam című vígjátékban, valamint leszerződött egy közelgő játékfilm rendezésére a Searchlight Pictures számára.

### 2023–jelen: The Eras Tour,The Tortured Poets DepartmentésThe Life of a Showgirl

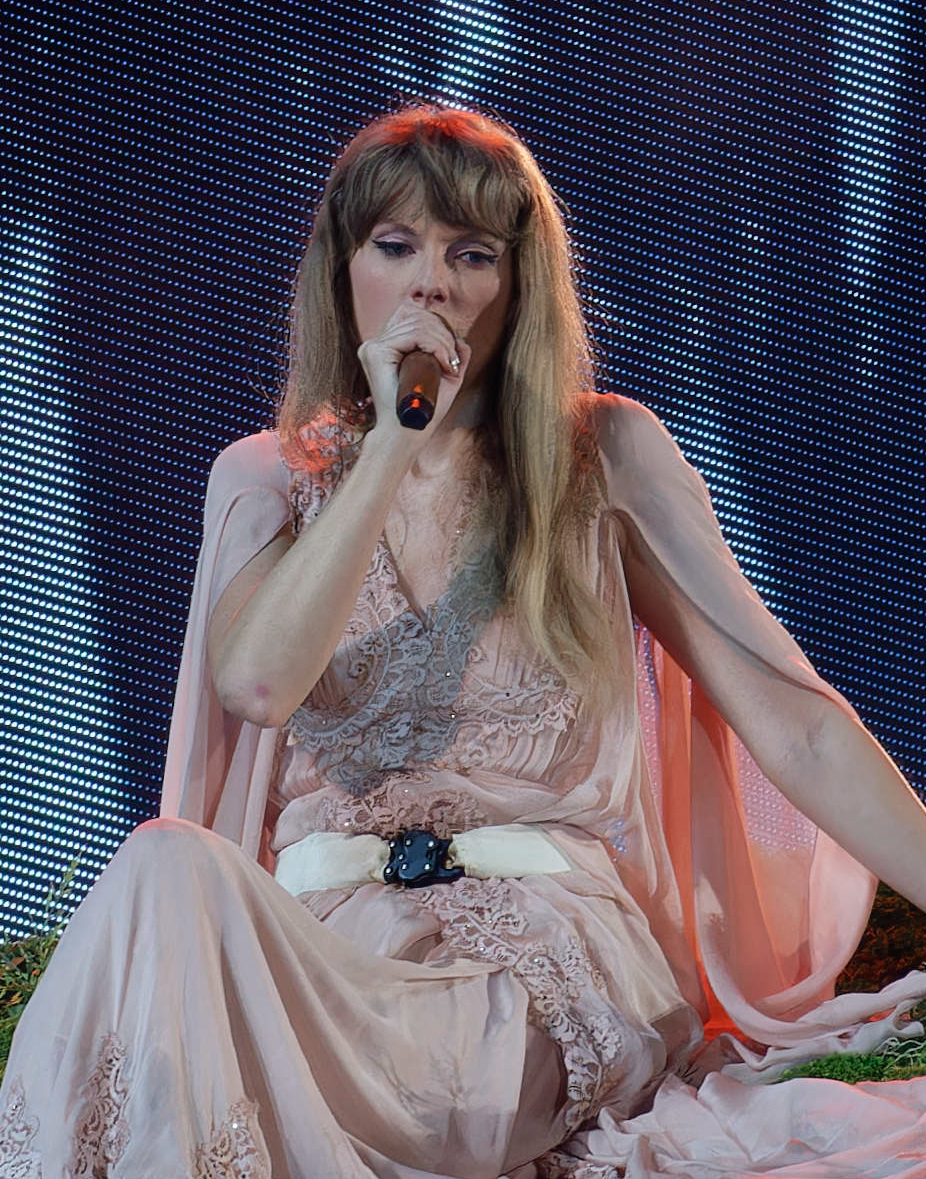
Swift a The Eras Tour turnéján 2023-ban

A Midnights és az összes eddigi albumának népszerűsítésére Swift 2023 márciusában útjának indította a The Eras Tour elnevezésű turnéját. A média széles körben foglalkozott a turné kulturális és gazdasági hatásával, az amerikai szakasz pedig megdöntötte az egy nap alatt eladott legtöbb jegy rekordját. A Ticketmastert azonban széles körben bírálták a jegyértékesítés rossz kezelése miatt, ami kormányzati vizsgálatokhoz vezetett a cég ellen. A The Eras Tour a történelem legnagyobb bevételt hozó turnéja lett. A 2023. október 13-án világszerte a mozikba kerülő koncertfilmje több mint 250 millió dolláros bevétellel a legnagyobb bevételt hozó koncertfilm lett, és Golden Globe-díjra jelölték a filmes és kasszasikereiért.
Swift tizenegyedik stúdióalbuma, a The Tortured Poets Department 2024. április 19-én jelent meg. Az album több országban is listavezető lett, és számos rekordot döntött; ez volt az első album, amely egy hét alatt 1 milliárd streamet generált a Spotify-on; az első héten 2,6 millió egységben kelt el az Egyesült Államokban; Swift lett az első előadó, aki a Billboard Hot 100-as lista első 14 helyét és az ausztrál ARIA Singles Chart első 10 helyét mind magának tudhatta; és 17 hetet töltött a Billboard 200-as lista élén – ez volt Swift leghosszabb ideig listavezető albuma. Az album 2024-ben világszerte a legkelendőbb lemez volt, 5,6 millió példányban kelt el. Első kislemeze, a Post Malone közreműködésével készült Fortnight Swift 12. első helyezett dala lett a Hot 100-as listán. Második kislemeze, az I Can Do It with a Broken Heart a harmadik helyig jutott.
A világjárvány után zenei kiadványai, turnéja és hozzá kapcsolódó tevékenysége révén Swift új népszerűségi csúcsot ért el. 2023-tól kezdve Swift minden területen sikert aratott, az újrafelvételek, a The Eras Tour, a koncertfilmje, a Midnights és a The Tortured Poets Department sikerei jelentősen növelték nettó vagyonát; a Music Business Worldwide megjegyezte, hogy ez Swift számára „a globális karrier sikerének új sztratoszférája”. 2023 nyara óta kapcsolatban van Travis Kelce amerikaifutball-játékossal, 2024-ben pedig Az év előadója lett a 2024-es iHeartRadio Music Awards-on. Ugyanabban az évben mesterséges intelligencia által generált, Swiftet ábrázoló hamis pornográf képek kerültek fel a Twitterre, és terjedtek el más közösségi médiaplatformokon, ami heves kritikát és jogi reformot sürgető követeléseket váltottak ki. Júliusban Swift és Kelce halálos fenyegetéseket kapott egy zaklatótól a németországi Gelsenkirchenben, az angliai Southportban pedig három gyermeket öltek meg egy késeléses támadásban egy Swift-témájú workshopon, ami zavargásokhoz vezetett az Egyesült Királyságban. Augusztusban a The Eras Tour mindhárom bécsi koncertjét lemondták, miután kiderült, hogy az Iszlám Állam (ISIS) támadást tervezett a helyszínen; a terroristák tervét az amerikai hírszerzés leplezte le, és az osztrák rendőri erők hiúsították meg. A 2024-es MTV Video Music Awards díjátadón hét díjat kapott, ezzel harmincra növelve győzelmei számait, megelőzve Beyoncét az örökranglistán. Emellett Swift lett az első előadó, aki ötször nyerte el az év videóklipje díjat.
2025 májusában bejelentette, hogy visszavásárolta első hat stúdióalbuma maszterfelvételeit, véget vetve az évekig tartó tulajdonjogukkal kapcsolatos folyamatnak. 2025 augusztusában bejelentette, hogy a The Eras Tour európai állomásain felvett egy új albumot, amely The Life of a Showgirl címen fog megjelenni 2025. október 3-án.

## Kulturális szerepe
Swiftnek nagy hatása volt többek között a zeneiparra, a popkultúrára és a gazdaságra. Állandó szereplője a kulturális életnek, a Billboard megjegyezte, hogy nagyon kevés előadó volt, aki el tudta érni azt a slágerlistás és kritikai sikert, illetve rajongói támogatást, mint Swift. Swift milliós példányban elkelő lemezei anomáliának számítanak a zeneipar streaming-érájában, ő az egyetlen előadó a Luminate Data történetében, kinek legalább öt (összesen: hat) lemezéből is elkelt egy millió példány a megjelenésük utáni első hétben. Ezt követően a New York magazin azt írta róla, hogy „úgy formázza a zeneipart, ahogy akarja.” Alan Kruger közgazdász Swiftet egy „közgazdasági zseninek” nevezte.
2013-ban Jody Rosen a világ legnagyobb popsztárjának nevezte és megjegyezte, hogy az énekes útja sikere felé teljesen eltért a megszokottól. Hozzátette, hogy Swift „nemek, érák, demográfiák, paradigmák és trendek” közé esik, mindenki más csak „a második helyért versenyzik.” A CNN szerint Swift a 2010-es éveket a zeneipar sztárjaként kezdte és egy zenei titánként zárta. 2019-ben a legtöbbet kereső nő volt a Google-ön, míg 2022-ben a legtöbbet kereső zenész. Rajongói a Swifties becenevet viselik.

### Befolyása
Swift nagy szerepet játszott a modern country zene fejlődésében, kiemelkedően használta az internetet (főleg, a Myspace közösségi média oldalt) marketingre és a countryt bemutatta egy fiatalabb generációnak. Neki köszönhetően country lemezkiadók egyre gyakrabban szerződtetnek fiatal énekeseket, akik saját dalaikat írják. Tekintve, hogy mekkora szerepet játszott a gitár használata zenéjében, fiatal lányok körében sokkal népszerűbb lett a hangszer, a jelenség a Taylor Swift-faktor nevet kapta.
Szakértők szerint Swift örökre megváltoztatta a zeneipart stílusok közötti váltásaival, diszkográfiájával, ami figyelembe vett kulturális változásokat és képességét, hogy bármilyen zenei hangzást népszerűvé, mainstreammé tegyen. Dalszövegeit tekintve, Nick Catucci szerint, Swift személyessége és őszintesége segített olyan zenészeknek elérni sikerüket, mint Billie Eilish, Ariana Grande és Halsey. Nagy szerepet játszott az „album-érák” koncepciójának megszületésében.
Swift sok zenészt befolyásolt zenéjével, albumai énekes-dalszerzők egy teljes generációját inspirálta. Zenei szakértők méltatták képességét, hogy megújítsa a teljes zeneipart, kiemelve a streaming-érát, megjegyezték, hogy bemutatta a szerzői tulajdon fontosságát és a jegyeladások folyamatát és megváltoztatta. Több magazin is azt írta, hogy Swift zenéje az Y generáció paradigmája, a Vox az „Y generáció Bruce Springsteenjének” nevezte, míg a The Times „korunk Bob Dylanjének.” Swift a 2010-es években folytatott munkájáért megkapta az Évtized nője díjat a Billboardtól, az Évtized művésze díjat az American Music Awards, illetve a Globális ikon díjat a Brit Awards díjátadókon. Olyan, nála idősebb zenészek, mint Paul McCartney, Mick Jagger, Madonna és Dolly Parton mind méltatták zenei képességeit. Carole King zenei unokájának nevezte az énekesnőt és megköszönte, amiért átvette és „tovább hordozta a fáklyát.” Springsteen egy kiemelkedő dalszerzőnek nevezte, míg Ringo Starr és Billy Joel is a The Beatles utódjának tekintették.
Swiftről több kutatás is készült, sok egyetem kurzusokat is indított az énekes dalszerzéséről, kulturális és szociálpolitikai hatásáról. Elneveztek róla egy százlábút is, ami a Nannaria swiftae nevet viseli.

### Aktivizmus
Swift abortuszjogokat támogató feminista, egyike a Time’s Up szexuális zaklatás elleni mozgalom alapítóinak. Kritizálta a Roe kontra Wade (1973) döntés megváltoztatását 2022-ben, ami sok államban megvonta a terhességmegszakításhoz való jogot nőktől. LMBT-jogok támogatója és felszólította az Egyesült Államok Kongresszusát az Equality Act elfogadására, ami illegálissá tenné a nemi, illetve szexuális és nemi identitáson alapuló diszkriminációt. A The New York Times 2011-es videóklipjéről a Mean dalhoz azt írta, hogy pozitív hatással volt az LMBT-közösségre. Swift fellépett a 2019-es WorldPride NYC eseményen a Stonewall Inn melegjogi emlékmű előtt. Több LMBT-jogi szervezetnek is adományozott.
A March for Our Lives mozgalom és fegyverhasználat visszaszorítására szóló reformok támogatója, a fehér felsőbbrendűség, a rasszizmus és a rendőrségi túlkapás nagy kritikusa. A George Floyd-tüntetéseket követően adományozott a NAACP Legal Defense and Educational Fund és a Black Lives Matter mozgalmaknak, majd felszólalt konföderációs emlékművek eltávolításáért Tennessee-ben. Támogatta Juneteenth elfogadását, mint szövetségi nemzeti ünnep.
2020-ban egy nappal az után, hogy egy posztban felszólította rajongóit, hogy nézzék meg, regisztráltak-e az elnökválasztásra, 65 ezer ember adta be regisztrációját. Swift Joe Biden és Kamala Harris jelölteket támogatta. Annak ellenére, hogy többször is figyelmeztették, hogy nézeteiért rajongókat veszíthet, Swift többször is kritikusan szólalt fel Donald Trump ellen és megosztotta, hogy már bánja, hogy ezt nem tette meg hamarabb.

## Vagyona
Swift vagyonát a Forbes és a Bloomberg News is 1,1 milliárd dollár köré helyezte 2023 októberében, amivel az első amerikai zenész lett, aki elérte a milliárdos státuszt úgy, hogy zenei pályafutása bevételének fő forrása. 2022-ben első hat albuma értékét 200 millió dollárra becsülték. A Forbes négyszer (2016, 2019, 2021, 2022) is az év legnagyobb bevétellel rendelkező női zenészének nevezte. 2016-ban az első női zenészként, Guinness-világrekordnak számító 170 millió dollárt keresett, majd ezt önmaga felülmúlta 2019-ben, 185 millió dollárral. Swift a 2010-es évek legnagyobb bevételével rendelkező női zenésze, 825 millió dollárral. 2023-ban ingatlanjai 150 millió dollárt értek, ezek közé tartoznak házai Nashville-ben, New Yorkban, Los Angelesben (Samuel Goldwyn Estate) és Rhode Islanden (High Watch).

## Diszkográfia
| - Taylor Swift (2006) - Fearless (2008) - Speak Now (2010) - Red (2012) - 1989 (2014) - Reputation (2017) - Lover (2019) - Folklore (2020) - Evermore (2020) - Midnights (2022) - The Tortured Poets Department (2024) - The Life of a Showgirl (2025) | - Fearless (Taylor’s Version) (2021) - Red (Taylor’s Version) (2021) - Speak Now (Taylor’s Version) (2023) - 1989 (Taylor’s Version) (2023) |

## Filmográfia
- Hannah Montana – A film (2009)
- Valentin nap (2010)
- Journey to Fearless (2010)
- Lorax (2012)
- Az emlékek őre (2014)
- The 1989 World Tour Live (2015)
- Taylor Swift: Reputation Stadium Tour (2018)
- Macskák (2019)
- Miss Americana (2020)
- City of Lover (2020)
- Folklore: The Long Pond Studio Sessions (2020)
- All Too Well: The Short Film (2021)
- Amszterdam (2022)
- Taylor Swift: The Eras Tour (2023)

## Turnék
- Fearless Tour (2009–2010)
- Speak Now World Tour (2011–2012)
- The Red Tour (2013–2014)
- The 1989 World Tour (2015)
- Reputation Stadium Tour (2018)
- The Eras Tour (2023–2024)

## Fordítás
- Ez a szócikk részben vagy egészben  a   Taylor Swift című angol Wikipédia-szócikk fordításán alapul.  Az eredeti cikk szerkesztőit annak laptörténete sorolja fel. Ez a jelzés csupán a megfogalmazás eredetét és a szerzői jogokat jelzi, nem szolgál a cikkben szereplő információk forrásmegjelöléseként.